# Municipio San Julián
Das Municipio San Julián ist ein Verwaltungsbezirk im Departamento Santa Cruz im Tiefland des südamerikanischen Anden-Staates Bolivien.

## Lage im Nahraum
Das Municipio San Julián ist eines der sechs Municipios der Provinz Ñuflo de Chávez. Es grenzt im Norden an die Provinz Guarayos, im Westen an die Provinz Obispo Santistevan, im Südwesten an die Provinz Ignacio Warnes, im Südosten an das Municipio Cuatro Cañadas, im Osten an das Municipio Concepción und im Nordosten an das Municipio San Ramón und das Municipio San Javier.
Das Municipio liegt zwischen etwa 16°30' und 17°12' südlicher Breite und 62°19' und 63°28' westlicher Länge, seine Ausdehnung in Nord-Süd-Richtung beträgt bis zu 75 Kilometer und in Ost-West-Richtung bis zu 80 Kilometer.
Der zentrale Ort des Municipios ist die Mittelstadt San Julián mit 20.687 Einwohnern (2001) im zentralen Teil des Municipios.

## Geographie
Das Municipio San Julián liegt im bolivianischen Tiefland in der Region Chiquitanía, einem Kolonisationsgebiet zwischen Santa Cruz und der brasilianischen Grenze.
Das Klima der Region ist ein semi-humides Klima der warmen Subtropen. Die monatlichen Durchschnittstemperaturen schwanken im Jahresverlauf nur geringfügig zwischen 21 und 22 °C (siehe Klimadiagramm San Ramón) in den Wintermonaten Juni und Juli mit kräftigen kalten Südwinden, und 26 bis 27 °C von Oktober bis März.
Die jährliche Niederschlagsmenge liegt im langjährigen Mittel bei etwa 1000 mm, die vor allem in der Feuchtezeit von November bis März fällt, während die ariden Monate von Juli bis September Monatswerte zwischen 25 und 50 mm aufweisen.

## Bevölkerung
Die Einwohnerzahl des Municipios ist zwischen 1992 und 2012 um mehr als zwei Drittel angestiegen, stagnierte dann bis 2024 jedoch:
| Jahr | Einwohner | Quelle       |
| ---- | --------- | ------------ |
| 1992 | 27.087    | Volkszählung |
| 2001 | 38.027    | Volkszählung |
| 2012 | 47.416    | Volkszählung |
| 2024 | 44.635    | Volkszählung |

Die Bevölkerungsdichte des Municipios bei der Volkszählung 2024 betrug 92,0 Einwohner/km².
Die Säuglingssterblichkeit war von 9,8 Prozent (1992) auf 7,9 Prozent im Jahr 2001 zurückgegangen, der Alphabetisierungsgrad bei den über 6-Jährigen von 72,5 Prozent (1992) auf 85,1 Prozent angestiegen.
92,5 Prozent der Bevölkerung sprechen Spanisch, 47,5 Prozent sprechen Quechua, 2,1 Prozent Guaraní, 0,9 Prozent Aymara und 0,4 Prozent andere indigene Sprachen.
84,5 Prozent der Bevölkerung haben keinen Zugang zu Elektrizität, 23,2 Prozent leben ohne sanitäre Einrichtung. (2001)
63,7 Prozent der 7536 Haushalte besitzen ein Radio, 16,6 Prozent einen Fernseher, 73,9 Prozent ein Fahrrad, 4,9 Prozent ein Motorrad, 8,6 Prozent ein Auto, 8,3 Prozent einen Kühlschrank, und 1,0 Prozent ein Telefon. (2001)

## Politik
Ergebnis der Regionalwahlen (concejales del municipio) vom 4. April 2010:
| Wahl- berechtigte |  | Wahl- beteiligung | gültige Stimmen |  | MAS-IPSP | MSM    | FA    |
| ----------------- |  | ----------------- | --------------- |  | -------- | ------ | ----- |
| 17.549            |  | 14.542            | 11.326          |  | 6.344    | 3.968  | 1.014 |
|                   |  | 82,9 %            | 77,9 %          |  | 56,0 %   | 35,0 % | 9,0 % |

Ergebnis der Regionalwahlen (elecciones de autoridades políticas) vom 7. März 2021:
| Wahl- berechtigte |  | Wahl- beteiligung | gültige Stimmen |  | MAS-IPSP | CREEMOS | ASIP   | UNIDOS | SOL    | MNR    |
| ----------------- |  | ----------------- | --------------- |  | -------- | ------- | ------ | ------ | ------ | ------ |
| 26.577            |  | 23.276            | 21.694          |  | 17.815   | 2.965   | 357    | 332    | 162    | 63     |
|                   |  | 87,58 %           | 93,20 %         |  | 82,12 %  | 13,67 % | 1,65 % | 1,53 % | 0,75 % | 0,29 % |

## Gliederung
Das Municipio San Julián ist in die folgenden zwei Kantone (cantones) aufgeteilt:
- Kanton San Julián (im östlichen Teil des Municipios)
- Kanton Saturnino Saucedo (im westlichen Teil des Municipios)

## Ortschaften im Municipio San Julián
- San Julián 20.687 Einw. – La Asunta 1406 Einw. – Fortín Libertad 660 Einw. – Litoral 555 Einw.